# Geertruydt Roghman
Geertruydt Roghman (Amsterdam, 19 ottobre 1625 – Amsterdam, dicembre 1657) è stata un'incisore olandese.

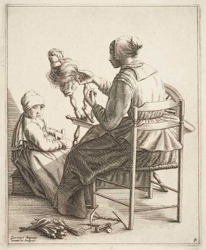
Donne al lavoro, opera di Geertruydt Roghman.

Si occupò di incisioni e acqueforti.

## Biografia
Sorella di Roelant Roghman, fa parte della famiglia Savery. La sua prima opera conosciuta è un'incisione raffigurante il prozio Roelant Savery, compiuta alla maniera di Paulus Moreelse; divenne più celebre in seguito per una serie di cinque incisioni, compiute tra il 1645 e il 1648. Spesso protagoniste delle sue opere sono donne impegnate in faccende domestiche, le cui azioni sono indagate dal loro stesso punto di vista; questo tema caro all'arte olandese viene quindi inquadrato sotto una nuova luce.